# Tourbet El Bey
Le Tourbet El Bey (arabe : تربة الباي) est un tourbet ou mausolée tunisien situé au sud-ouest de la médina de Tunis.
Dernière demeure des souverains de la dynastie des Husseinites — certains n'y figurent pas comme ses deux derniers représentants, Moncef Bey et Lamine Bey, inhumés respectivement dans le cimetière du Djellaz de Tunis et dans un cimetière de La Marsa —, le bâtiment construit sous le règne d'Ali II Bey (1759-1782), constitue le plus vaste monument funéraire de Tunis. Il se trouve au numéro 62 de la rue Tourbet El Bey.
La première tourba de Hussein Ier Bey se trouve en face.

## Mausolée royal
Le bâtiment est coiffé de dômes, dont les principaux sont recouverts de tuiles vertes en forme d'écailles, qui dominent les façades de grès ocre ornées, à intervalles réguliers, de pilastres et d'entablements en pierre claire de style italien,. Ils correspondent aux différentes chambres funéraires qui abritent les tombes des souverains et de leurs femmes, celles d'un certain nombre de leurs ministres et de leurs serviteurs,.
Les tombes creusées dans le sol sont recouvertes par des coffres de marbre ornés de bas-relief. Les sarcophages des hommes se caractérisent par des colonnettes prismatiques à inscriptions coiffées d'un tarbouche ou d'un turban ; ceux des femmes sont reconnaissables aux plaques de marbre disposées à chacune des extrémités dont l'une est gravée.

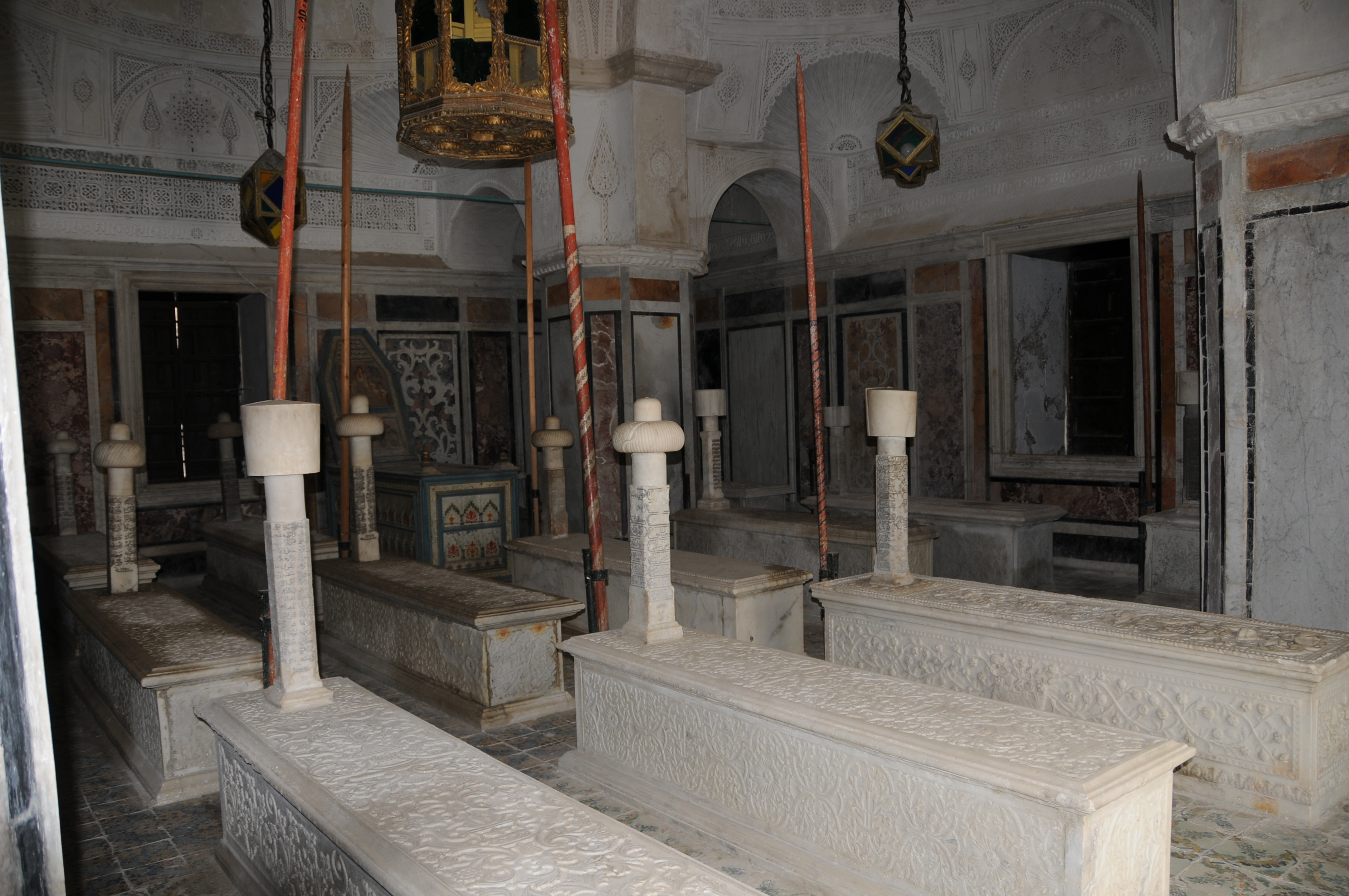
Salle funéraire des beys husseinites.
Plan de la salle funéraire des beys.
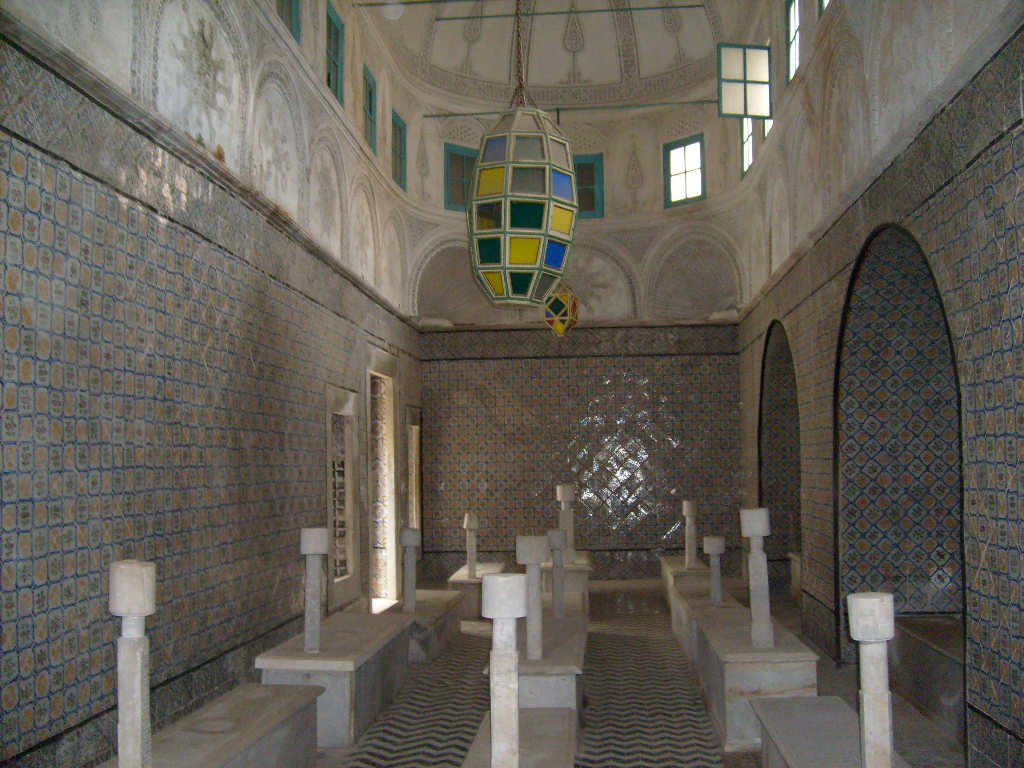
Salle comportant des tombes de dignitaires.
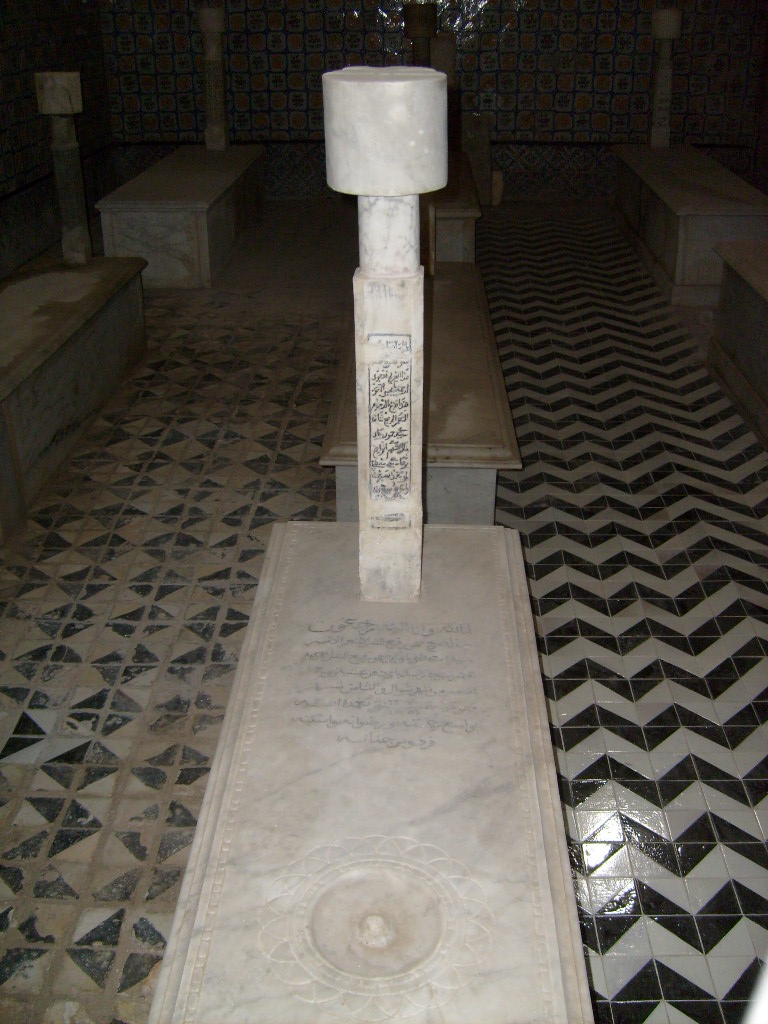
Détail d'une tombe d'un dignitaire.
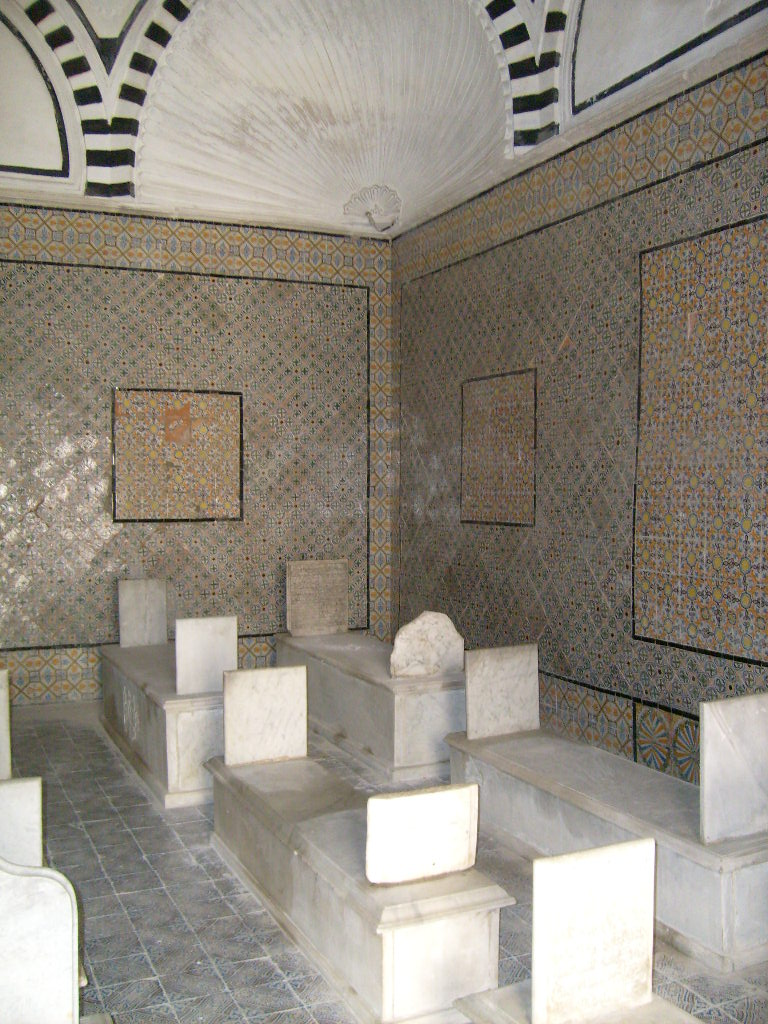
Salle comportant des tombes féminines.
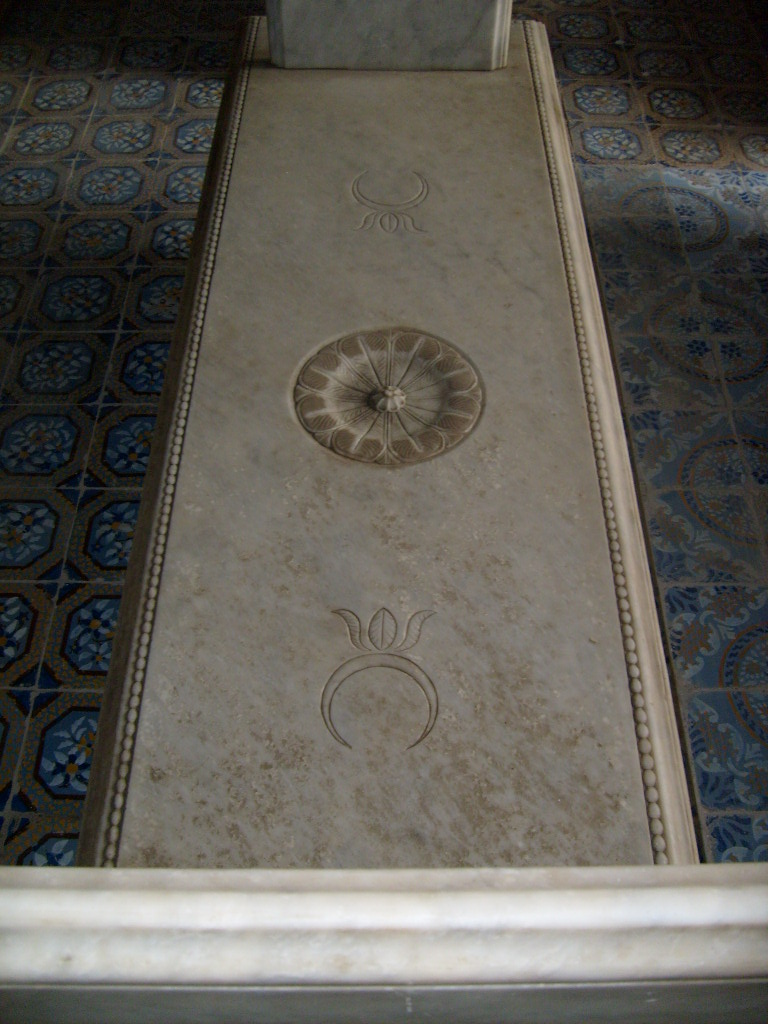
Détail d'une tombe féminine.

## Architecture et décoration intérieure
L'accès au monument se fait par un vaste hall dont la décoration dénote une nette influence italienne qui se marie au style ottoman, notamment dans la salle des souverains. Le mausolée, qui comprend huit chambres funéraires toutes couvertes de coupoles,, s'articule autour de deux patios recouverts de dalles et s'ouvrant de chaque côté sur une chambre funéraire dont certaines communiquent directement entre elles. Le patio, dont le côté sud-ouest donne sur la salle des souverains, est encadré de portiques ; les arcs reposent sur des colonnes en marbre blanc de Carrare à chapiteaux néo-doriques.

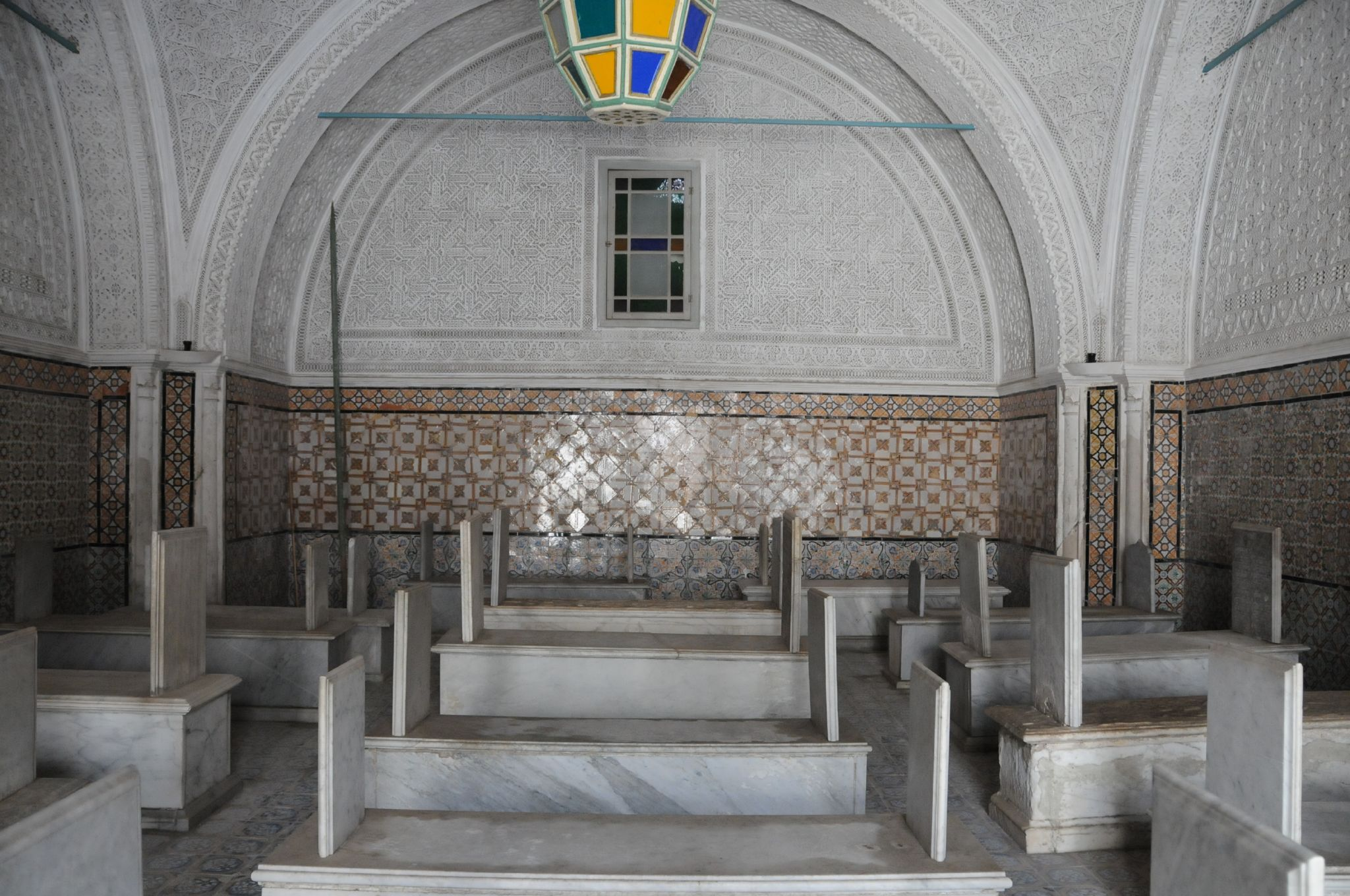
Décor de l'une des salles du mausolée : revêtement mural associant carreaux de céramique et plâtre finement sculpté.

La salle la plus importante du complexe est celle réservée aux souverains. Elle abrite les tombeaux de treize beys régnants. De plan carré, mesurant quinze mètres de côté, cette salle reproduit, en plus petit, l'élévation d'une mosquée ottomane classique : quatre grands piliers cruciformes soutiennent une vaste coupole centrale légèrement bulbeuse qui est épaulée par quatre demi-coupoles sur les côtés et quatre petites coupoles aux angles ; cette disposition des coupoles n'a d'autre équivalent dans la médina qu'à la mosquée Sidi Mahrez,. La décoration soignée de la salle mêle influences italiennes, influences ottomanes et traditions locales ; les parties basses des murs et des piliers sont revêtues de panneaux en marqueterie de marbre polychrome jusqu'à une hauteur de 2,5 mètres tandis que le plâtre finement sculpté orne les calottes des coupoles.
Les plafonds du mausolée, en forme de voûte ou de coupole, sont agrémentés de décorations géométriques et végétales en stuc, parfois polychromes, dont la richesse est fonction du rang des personnes qui sont inhumées dans la salle. L'une d'elles surprend par sa structure architecturale : une grande coupole de forme ovoïde. Les murs sont généralement tapissés de carreaux de céramique dans les tons orange et jaunes ; un certain nombre de ces carreaux sont importés d'Italie (Naples en particulier) alors que d'autres sont de fabrication locale (ateliers de Qallaline). La salle des souverains ayant régné est la seule à être richement décorée de marbre polychrome de style italien.

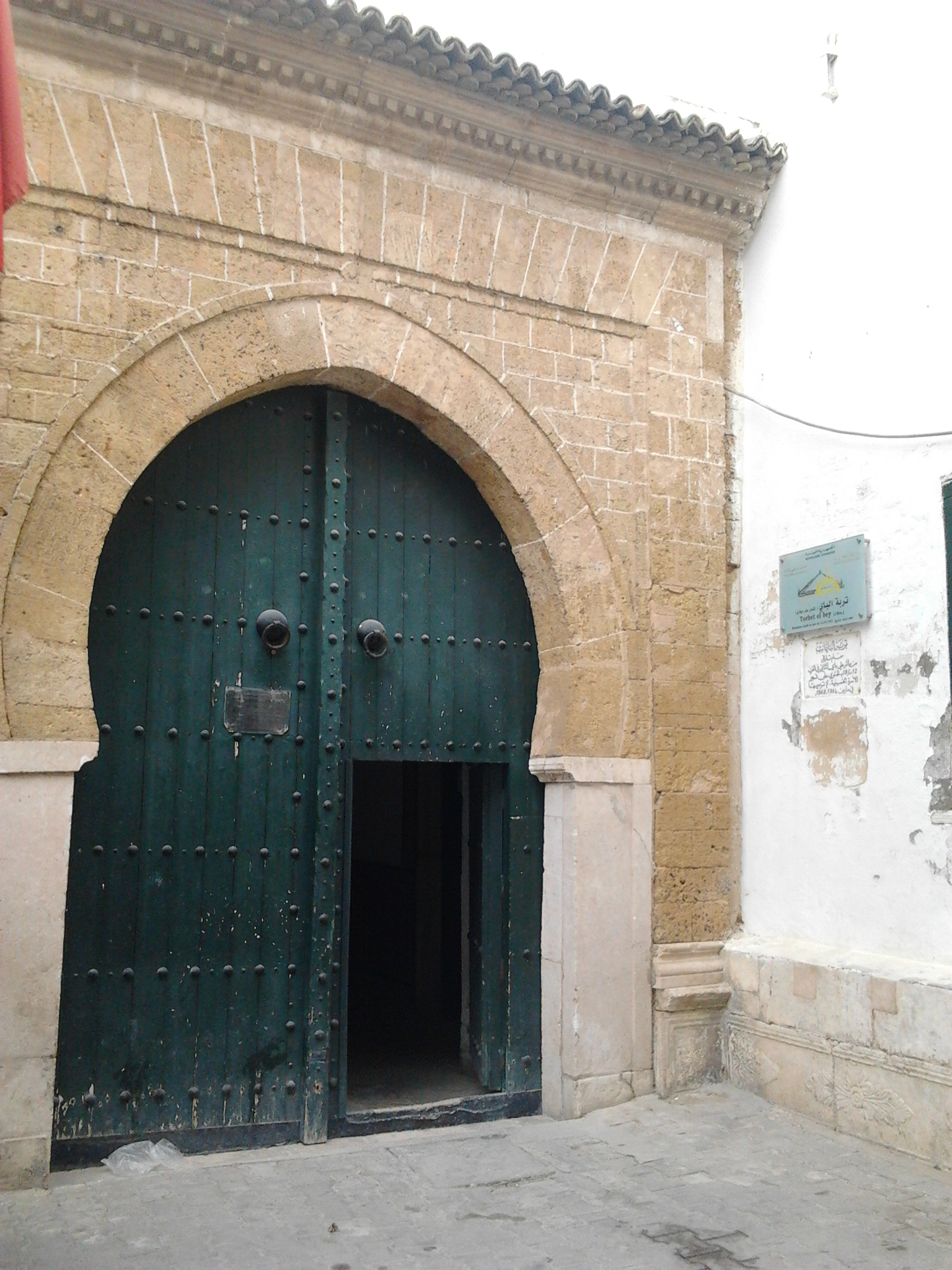
Porte d'entrée principale.
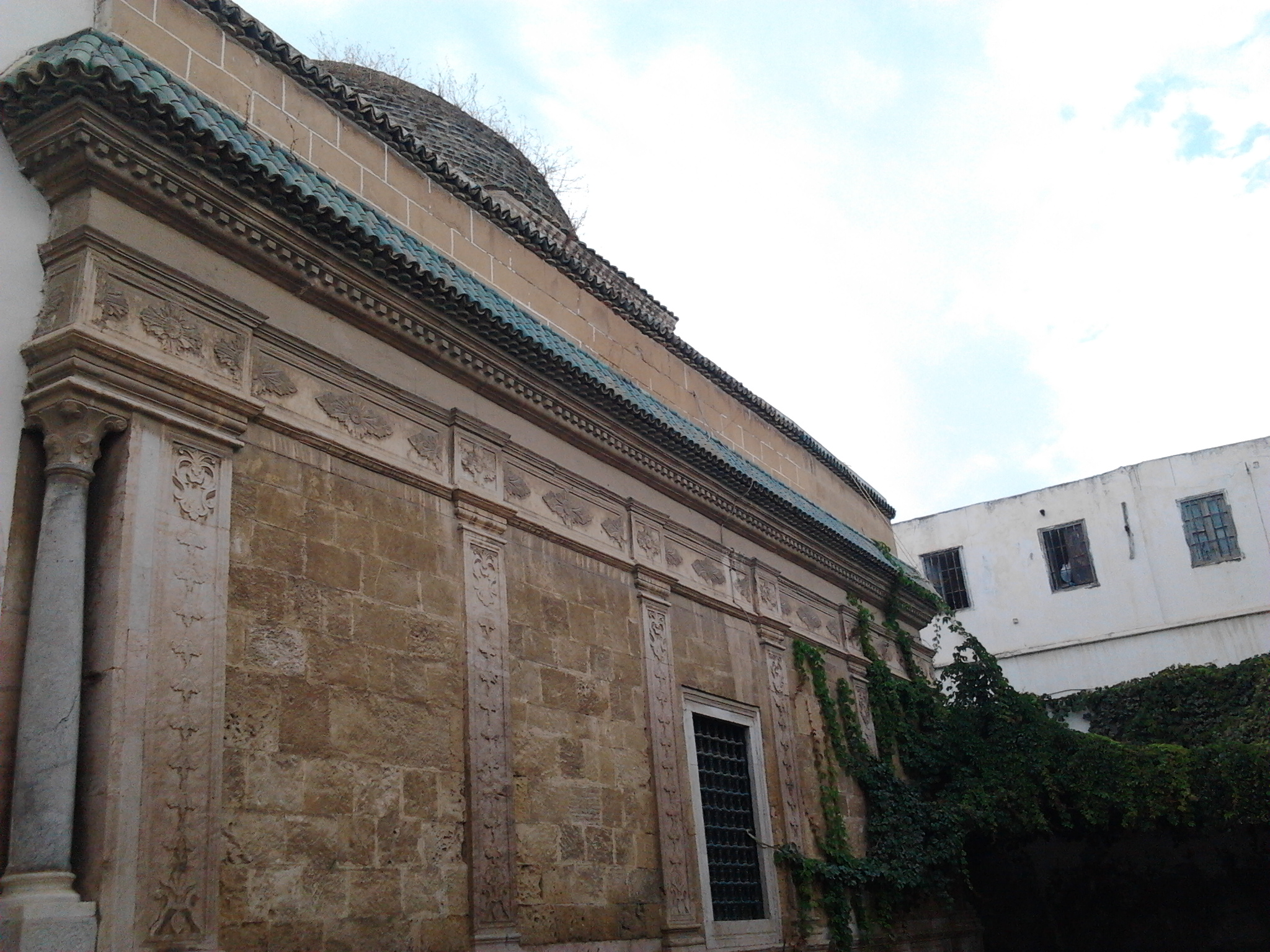
Vue de l'extérieur.
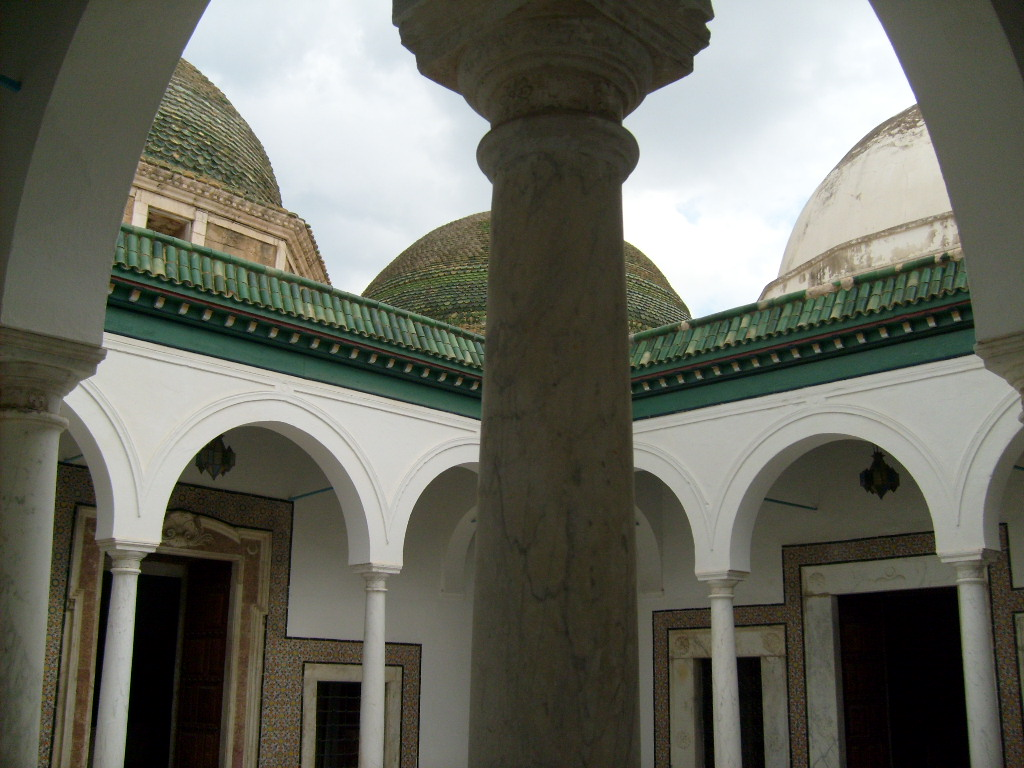
Perspective dans la cour principale.
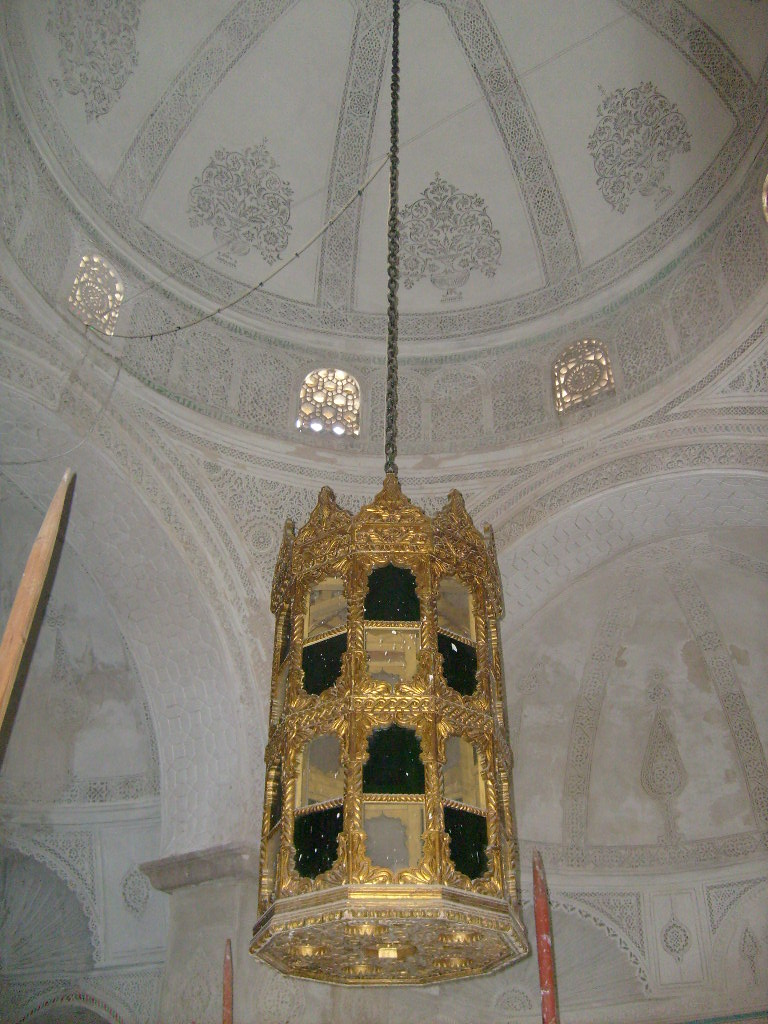
Coupole de la salle des beys.
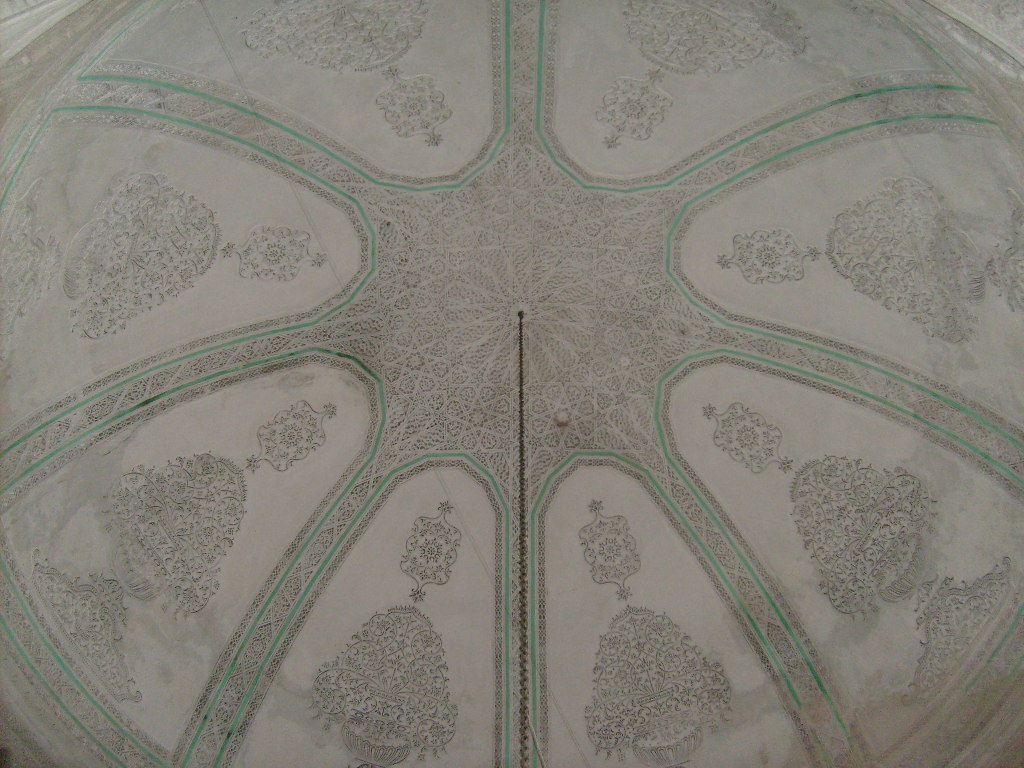
Détail d'une coupole avec ses motifs en stuc et ses lignes de couleur verte.
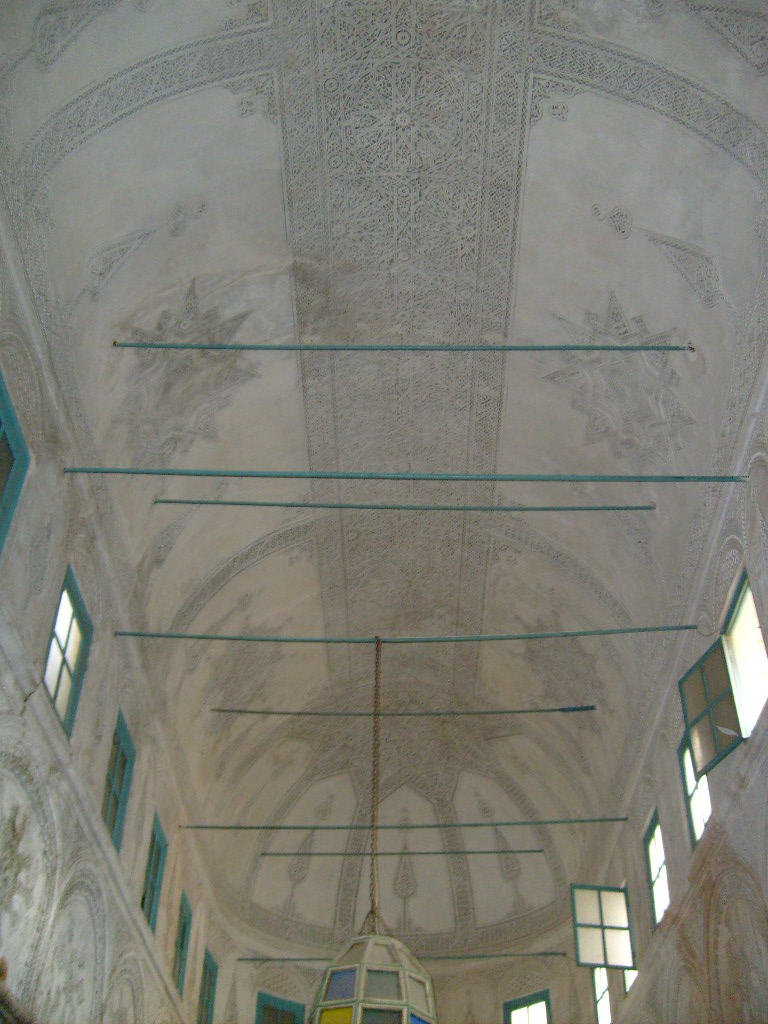
Plafond de forme ovoïde.

## Conservation

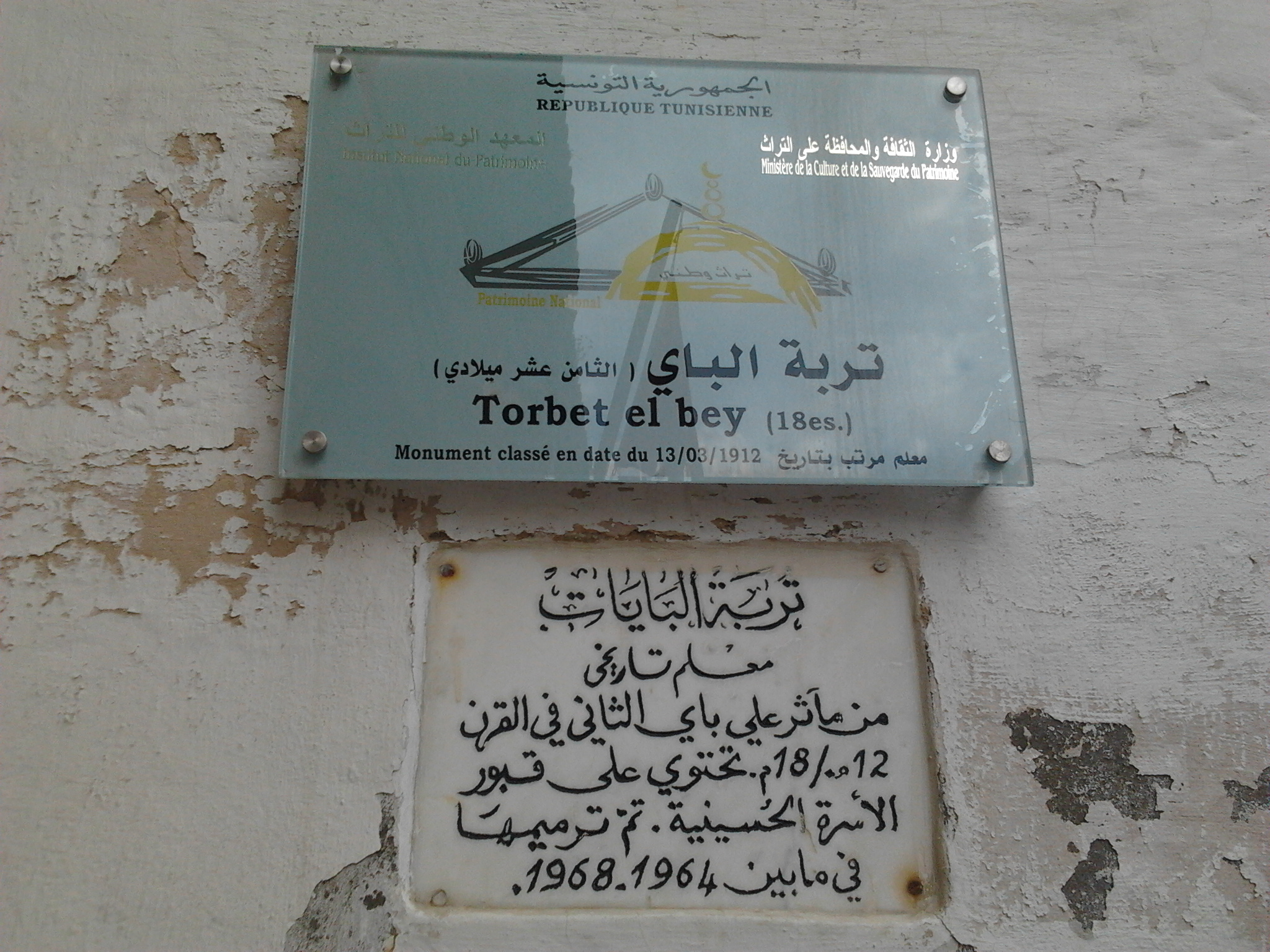
Plaques de l'INP et celle commémorant la restauration réalisée entre 1964 et 1968.

Durant une trentaine d'années, il est laissé à l'abandon et même partiellement squatté, ses toitures et sa riche décoration se détériorant. Dans les années 1990, l'Institut national du patrimoine (INP) entame une restauration et ouvre un guichet dans le hall pour accueillir les visiteurs. Toutefois, il semble que l'entretien de l'édifice laisse à nouveau à désirer, la tutelle de ce monument revenant au ministère de la Culture via l'INP et l'Agence de mise en valeur du patrimoine et de promotion culturelle.
Le 24 février 2023, le monument est rouvert après onze ans de fermeture et des travaux de restauration pour un coût global de près de 120 000 dinars.